# 全印工会中央理事会

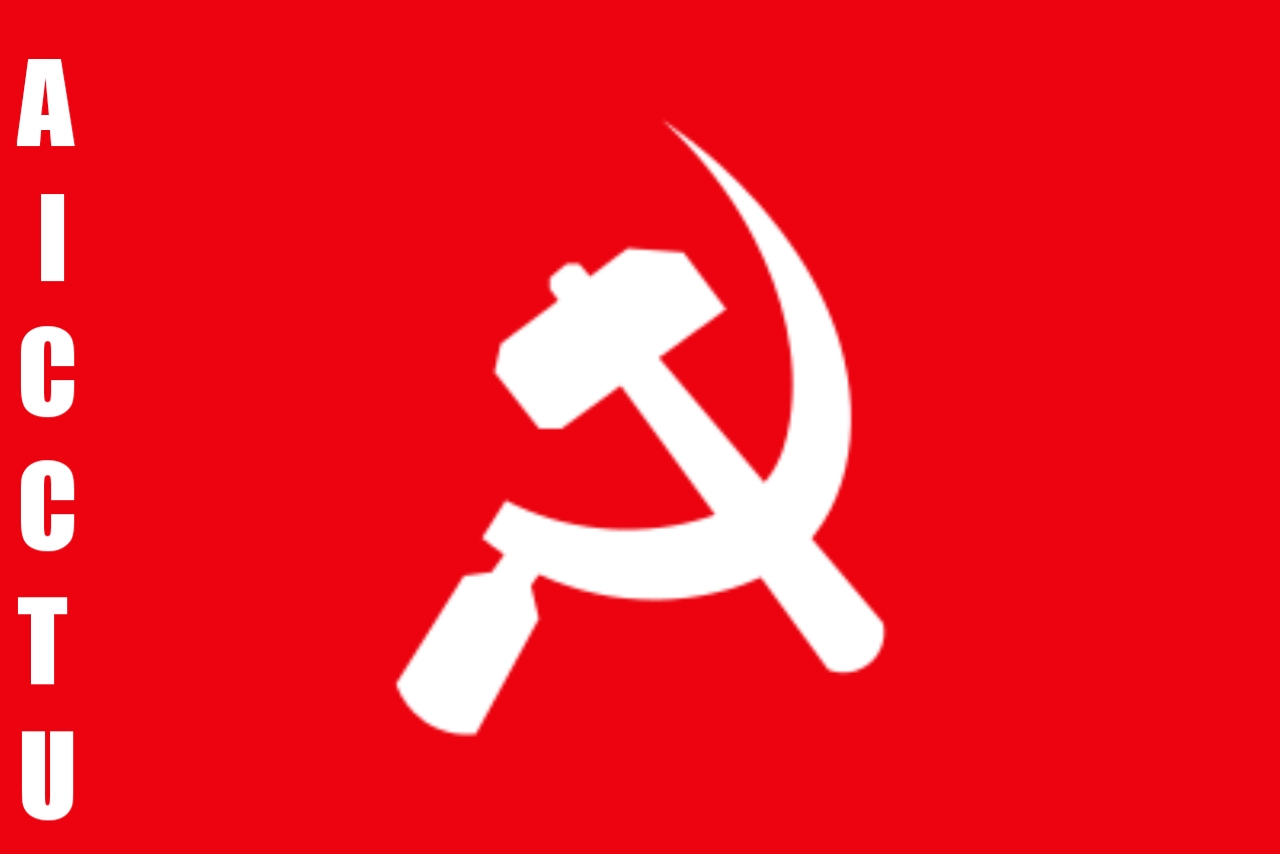
全印工会中央理事会旗帜

全印工会中央理事会（英語：All India Central Council of Trade Unions，缩写为AICCTU）是印度的一个全国性工会组织。该组织成立于1989年8月4日，与印度共产党（马列）解放有政治关联。根据印度劳工部的临时统计数据，2002年，该组织有639962名成员。该组织是世界工会联合会的成员。